# Keyontae Johnson
Marrecus Keyontae Johnson (Norfolk, 24 maggio 2000) è un cestista statunitense, professionista nella NBA.

## Biografia
Il 12 dicembre 2020 ha subito un collasso cardiaco durante una partita disputata contro i Florida State Seminoles, venendo poi posto in coma farmacologico per qualche giorno. Rimasto indisponibile per quindici mesi, è tornato simbolicamente in campo il 5 marzo 2022, giocando un secondo nella partita persa contro i Kentucky Wildcats. Nel maggio del 2023 è stato quindi dichiarato idoneo a poter giocare in NBA.

## Carriera
Dopo aver trascorso la carriera universitaria tra i Florida Gators e i KSU Wildcats, nel 2023 viene selezionato al Draft NBA con la cinquantesima scelta assoluta dagli Oklahoma City Thunder, che lo firmano con un two-way contract.

## Statistiche

### College
| Anno      | Squadra        | PG  | PT | MP   | TC%  | 3P%  | TL%  | RP  | AP  | PRP | SP  | PP   |
| --------- | -------------- | --- | -- | ---- | ---- | ---- | ---- | --- | --- | --- | --- | ---- |
| 2018-2019 | Florida Gators | 36  | 20 | 23,8 | 47,0 | 36,5 | 64,3 | 6,4 | 1,3 | 1,1 | 0,3 | 8,1  |
| 2019-2020 | Florida Gators | 31  | 31 | 31,3 | 54,4 | 38,0 | 76,8 | 7,1 | 1,6 | 1,2 | 0,3 | 14,0 |
| 2020-2021 | Florida Gators | 4   | 4  | 20,3 | 64,1 | 42,9 | 78,6 | 4,5 | 1,3 | 1,0 | 0,0 | 16,0 |
| 2021-2022 | Florida Gators | 1   | 1  | 0,0  | -    | -    | -    | 0,0 | 0,0 | 0,0 | 0,0 | 0,0  |
| 2022-2023 | KSU Wildcats   | 36  | 36 | 34,1 | 51,6 | 40,5 | 71,5 | 6,8 | 2,1 | 1,0 | 0,2 | 17,4 |
| Carriera  | Carriera       | 108 | 92 | 29,0 | 51,9 | 38,9 | 71,8 | 6,6 | 1,6 | 1,1 | 0,3 | 13,1 |

### NBA

#### Regular Season
| Anno      | Squadra          | PG | PT | MP  | TC%  | 3P%  | TL% | RP  | AP  | PRP | SP  | PP  |
| --------- | ---------------- | -- | -- | --- | ---- | ---- | --- | --- | --- | --- | --- | --- |
| 2023-2024 | Oklahoma Thunder | 9  | 0  | 7,3 | 31,3 | 33,3 | -   | 1,1 | 0,4 | 0,1 | 0,0 | 1,2 |
| Carriera  | Carriera         | 9  | 0  | 7,3 | 31,3 | 33,3 | -   | 1,1 | 0,4 | 0,1 | 0,0 | 1,2 |